# Typhlodromus pineus
Typhlodromus pineus är en spindeldjursart som beskrevs av Wu och Li 1984. Typhlodromus pineus ingår i släktet Typhlodromus och familjen Phytoseiidae. Inga underarter finns listade i Catalogue of Life.